# Hippolytos

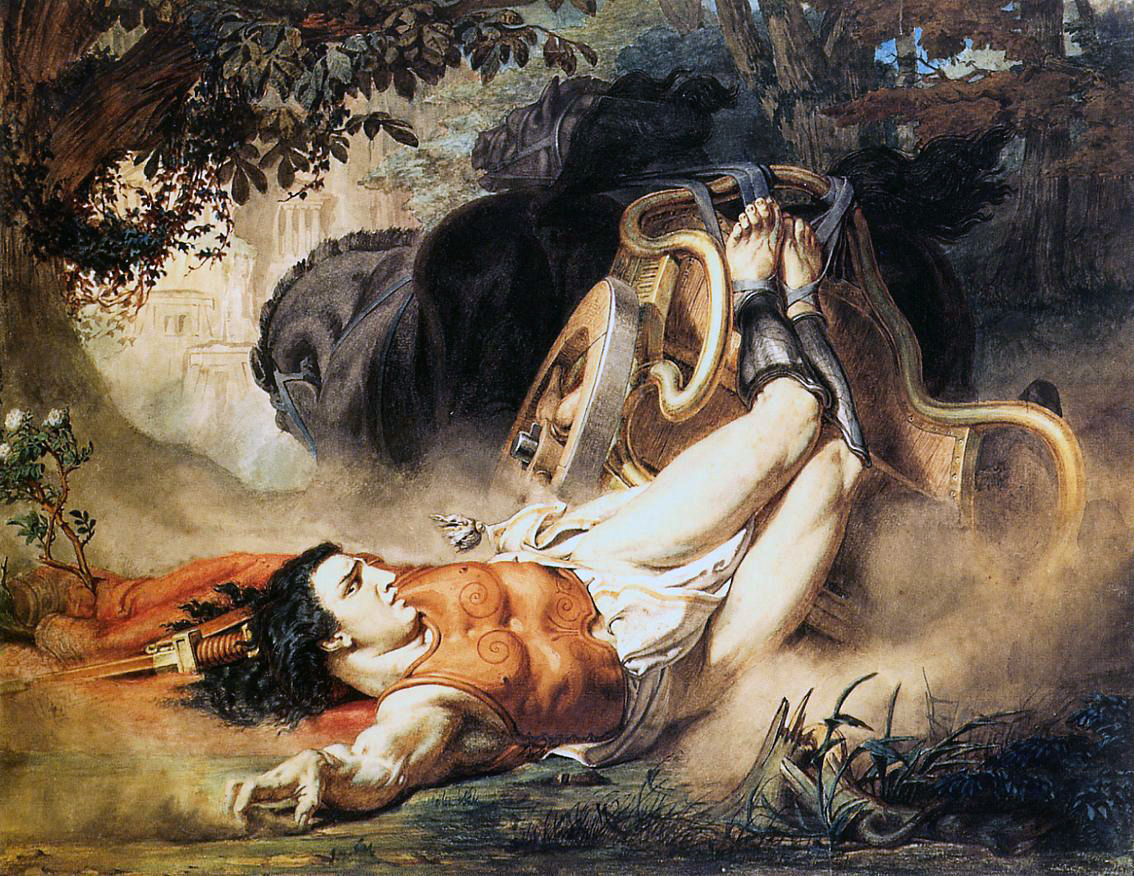
Hippolytos död, av Lawrence Alma-Tadema (1836–1912).

Hippólytos (grekiska Ιππόλυτος "hästlössläpparen") var en hjälte i grekisk mytologi, son till kung Theseus och hans första maka, en amason som hette antingen Hippolýte eller Antiope.
Hippolytos levde i celibat och dyrkade den kyska jaktgudinnan Artemis, medan han sade, att den erotiska kärleksgudinnan Afrodite saknade makt.
Afrodite blev svartsjuk och såg till att Hippolytos' styvmor, Fedra, förälskade sig i honom. När han avvisade hennes erotiska närmanden hämnades Fedra genom att ljuga för kung Theseus, hennes make. Hon påstod att Hippolytos hade gjort närmanden mot henne.
Kung Theseus trodde henne och förbannade Hippolytos. Han anropade havsguden Poseidon och använde en av tre önskningar som han fått av denne, för att straffa Hippolytos. Poseidon lät ett sjöodjur stiga upp ur vattnet när Hippolytos körde med sin vagn utefter havsstranden. Vagnshästarna skrämdes i sken, vagnen stjälpte och Hippolytos omkom. När Fedra hörde detta ångrade hon sig och bekände att hennes anklagelse var falsk och hängde sig. När det var för sent, fick Theseus veta sanningen.
Hippolytos, som älskade att köra hästspann, identifierades med stjärnbilden Auriga (Kusken).
Artemis förmådde läkekonstens gud Asklepios, enligt en senare saga, att återväcka Hippolytos till livet och förde honom till sin helgedom vid Aricia i Latium, där han härskade under namnet Virbius.
Historien om Fedra och Hippolytos har berättats av bland annat Euripídes i tragedien Hippólytos.